# Crêt d'Arjoux
Le crêt d'Arjoux est un sommet du Massif central culminant à 815 mètres d'altitude, à l'extrémité sud-est des monts de Tarare. Il est accessible par la route, ainsi que par un chemin de randonnée, au départ de Saint-Julien-sur-Bibost,,.
Le crêt d'Arjoux fait partie de la zone naturelle d'intérêt écologique, faunistique et floristique (ZNIEFF) « Bassin versant et vallée du Trésoncle, crêt d'Arjoux ».
Son sommet est coiffé d'une antenne, de type pylône autostable, d'une hauteur de 36 mètres. Propriété de Télédiffusion de France (TDF), cet équipement assure différents types de transmissions : télévision numérique terrestre (TNT), radiodiffusion et téléphonie mobile.